# Estill County
Estill County is een county in de Amerikaanse staat Kentucky.
De county heeft een landoppervlakte van 658 km² en telt 15.307 inwoners (volkstelling 2000). De hoofdplaats is Irvine.

## Bevolkingsontwikkeling

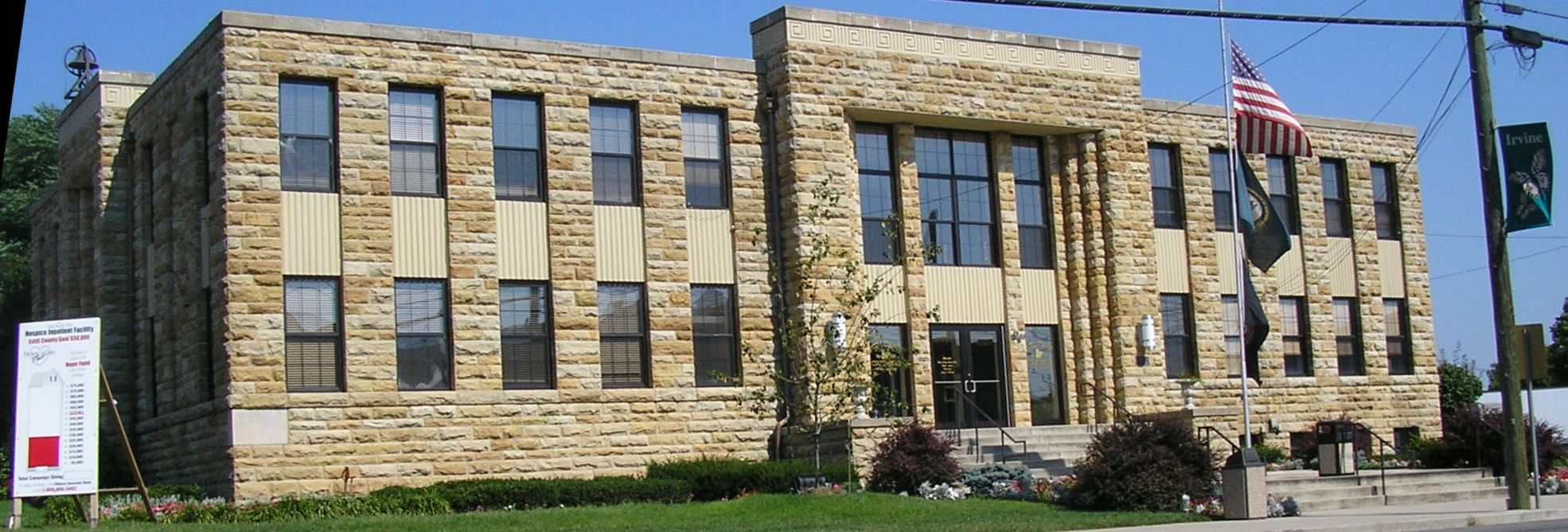
Estill County Courthouse